# کوته دی‌اور
کوته دی‌اور (انگلیسی: Côte d'Or) شرکت صنایع غذایی بلژیکی است، که در سال ۱۸۸۳ تأسیس شد.